# Сюткюль (озеро)
Сюткю́ль (чуваш. Çуткӳль) — озеро, расположенное в Моргаушском районе Чувашии на южной окраине д. Сюткюль, в верховье бассейна реки Сорма. Расположено на правобережье реки Ербаш, впадающей в реку Выла.
Площадь озера составляет 4 га. Максимальная глубина — 14,8 м, ширина — 140 м, длина — 250 м. Это самое глубокое карстовое озеро на территории Чувашской Республики.

## Этимология
Название происходит от чуваш. çутă — «светлый» и чуваш. кӳлĕ — «озеро».

## Физико-географическая характеристика
Водоем имеет типично карстовое происхождение, овальной формы. Склоны сложены трещиноватыми известняками, что определяет высокую жесткость воды. Дно глинистое, твердое. В районе озера преимущественно серые лесные и суглинистые почвы. Вода чистая, без цвета и запаха, прозрачность 70 см. Водная растительность отсутствует. Рельеф района сильно изрезан овражно-балочной сетью, перепад высот 90—145 метров. Вдоль северо-западного берега находятся посадки сосны, тополя, а по склону расположен колхозный сад. Местные жители утверждают, что со дна бьют сильные подземные ключи, и поэтому в этих местах даже на поверхности вода имеет более низкую температуру, чем в остальной части озера.
Озеро Сюткюль глубже Азовского моря, а также Чудского озера, озера Ханка, озера Чад, озера Эйр.

### Флора и фауна
Видовой состав прибрежной растительности составляет около 100 видов сосудистых растений: осока, лютик едкий, иван-чай, череда трехраздельная, хвощ полевой, любка двулистная (Красная книга Чувашской Республики). В озере водятся карпы, единичные экземпляры которых достигают 7 кг, а также караси, гольцы.

### Экологическое состояние
Вдоль побережья пасется колхозный и частный скот, здесь же находится водопой. На расстоянии 20 м находится пашня, что, естественно, ведет к ухудшению состояния воды и побережья. Озеро является местом отдыха жителей окружающих селений, приезжих туристов и используется для хозяйственно-бытовых нужд.
Озеро имеет статус памятника природы, особо охраняемой природной территории регионального значения (Постановление Кабинета Министров Чувашской Республики «Об утверждении Единого пакета кадастровых сведений по особо охраняемым природным территориям Чувашской Республики», от 17.07. 2000 г. № 140)

## Хозяйственное значение
Озеро находится на землях сельскохозяйственного производственного кооператива им. Кирова.